# Friedmann-Nunatakker
Die Friedmann-Nunatakker sind eine kleine Gruppe von Nunatakkern im Palmerland auf der Antarktischen Halbinsel. Sie ragen 10 km südöstlich der Braddock-Nunatakker am Westrand des Dyer-Plateaus auf.
Der United States Geological Survey kartierte sie im Jahr 1974. Das Advisory Committee on Antarctic Names benannte sie 1976 nach dem US-amerikanischen Ornithologen Herbert Friedmann (1900–1987), der 1945 eine wissenschaftliche Abhandlung über die bei der United States Antarctic Service Expedition (1939–1941) untersuchten antarktischen Vögel verfasst hatte.